# Premio Feronia-Città di Fiano
Il premio letterario Feronia-Città di Fiano è nato nel 1992 ed è promosso e gestito dal Comune di Fiano Romano, in provincia di Roma, e dall'Associazione culturale  Allegorein (1992-2011).

## Struttura
Il premio ha periodicità annuale ed è suddiviso attualmente in quattro sezioni: poesia, narrativa, saggistica e riconoscimento speciale ad un autore straniero.
Secondo gli organizzatori, si propone come "antipremio" e punta a basare le proprie scelte sulla qualità dei testi piuttosto che su logiche di mercato.
Dal 2002 al 2006, in collaborazione con la Fondazione Marino Piazzolla, è stata istituita una sezione dedicata ad un'opera o  ad un autore ritenuto di indubbio rilievo ma non sufficientemente conosciuto e valorizzato.
La giuria è composta attualmente da: Gianfranco Baruchello, Cecilia Bello (segretaria), Marcello Carlino, Franco Falasca, Giuliano Ferilli, Franco Ferrarotti, Ludovico Gatto, Francesco Muzzioli,  Stefano Paladini, Giorgio Patrizi, Lamberto Pignotti, Paola Pitagora, Mauro Ponzi, Mario Quattrucci (presidente), Piero Sanavio, Chiara Valentini.
Hanno fatto parte in passato della giuria: Amelia Rosselli (1930-1996), Gianni Borgna (1947-2014), Fausto Curi, Giulio Ferroni, Gigi Proietti, Giuseppe De Santis (1917-1997), Ignazio Ambrogio, Guido Almansi (1931-2001), Guido Guglielmi (1930-2002), Aldo Clementi (1925-2011), Carlo Lizzani (1922-2013), Filippo Bettini (1950-2012) fondatore e presidente del premio, Renato Nicolini (1942-2012), Jacqueline Risset (1936-2014), Fausto Razzi, Aldo Mastropasqua (1948-2016), Tullio De Mauro (1932-2017), Mario Lunetta (1934-2017).   

## Albo dei vincitori
1992
- poesia: Luigi Ballerini, Che oror l'Orient, Lubrina, 1992
- narrativa: Luigi Malerba, Le pietre volanti, Rizzoli, 1992
- critica militante: Roberto Cotroneo
- riconoscimento speciale autore straniero: Günter Grass (1927, Germania)

1993
- poesia: Edoardo Sanguineti, Senza titolo, Feltrinelli, 1993
- narrativa: Gaetano Delli Santi, Defungi scelere, Terra del Fuoco, 1993
- critica militante: non assegnato
- riconoscimento speciale autore straniero: Adonis (1930, Siria) / Nathan Zach (1930, Israele)

1994
- poesia: Cesare Vivaldi, Poesie scelte, Newton Compton, 1994
- narrativa: Emilio Tadini, La tempesta, Einaudi, 1994
- critica militante: Alberto Arbasino
- riconoscimento speciale autore straniero: LeRoi Jones Amiri Baraka (1934, Stati Uniti)

1995
- poesia: Giulia Niccolai, Frisbees, poesie da lanciare, Campanotto Editore, 1995
- narrativa: non assegnato
- critica militante: Rossana Rossanda
- riconoscimento speciale autore straniero: John Maxwell Coetzee (1940, Sudafrica)

1996
- poesia: Emilio Villa, 12 Sibyllae, M. Lombardelli, 1996
- narrativa: Michele Perriera, Delirium cordis, Sellerio, 1996
- critica militante: Curzio Maltese
- riconoscimento speciale autore straniero: Alfonso Sastre (1926, Spagna)

1997
- poesia: Cesare Ruffato, Etica declive, Manni, 1997
- narrativa: Gianni Celati, Recita dell'attore Attilio Vecchiatto nel teatro di Rio Saliceto, Feltrinelli, 1997
- critica militante: Bruno Zevi
- riconoscimento speciale autore straniero: Predrag Matvejević (1932 Bosnia Erzegovina)

1998
- poesia: Elio Pagliarani, La pietà oggettiva. Poesie 1947-1997, Fondazione Piazzolla, 1998
- narrativa: Giancarlo Buzzi, L'impazienza di Rigo, Camunia-Giunti, 1998
- critica militante: Renato Barilli
- riconoscimento speciale autore straniero: Michel Butor (1926-2016, Francia)

1999
- poesia: Antonio Maria Pinto, Istoriette, Manni, 1999
- narrativa: Carla Vasio, Laguna, Einaudi, 1999
- critica militante: Carlo Pasi, La comunicazione crudele. Da Baudelaire a Beckett, Bollati Boringhieri, 1999
- riconoscimento speciale autore straniero: Ismail Kadare (1936, Albania)

2000
- poesia: Franco Cavallo, Nuove Frammentazioni, Anterem, 2000
- narrativa: Vincenzo Consolo, Di qua dal faro, Mondadori, 2000
- critica militante: Stefano Lanuzza, Vita da dandy, Stampa Alternativa, 2000
- riconoscimento speciale autore straniero: Gao Xingjian (1940, Cina)[3].

2001
- poesia: Mariano Baino, Pinocchio (moviole), Piero Manni, 2001
- narrativa: Piero Sanavio, La felicità della vita, Quasar-Manni, 2001
- critica militante: Gualberto Alvino, Chi ha paura di Antonio Pizzuto?, Polistampa, 2000
- riconoscimento speciale autore straniero: Roberto Fernández Retamar (1930, Cuba)

2002
- poesia: Paola Campanile, Pignarùl, Marsilio, 2001
- narrativa: Felice Piemontese, Dottore in niente, Marsilio, 2001
- critica militante: Vittorio Nisticò, Accadeva in Sicilia. Gli anni ruggenti dell'“Ora" di Palermo, Sellerio, 2001
- riconoscimento speciale autore straniero: Mahmud Darwish (1941-2008 Palestina)
- Premio Fondazione Piazzolla: Germano Lombardi (1925-1992)

2003
- poesia: Luca Patella, Io son dolce sirena, Campanotto, 2003
- narrativa: non assegnato
- critica militante: Edoardo Bruno
- riconoscimento speciale autore straniero: Yvonne Vera (1964-2005 Zimbabwe)
- Premio Fondazione Piazzolla: Edoardo Cacciatore (1912-1996)
- Riconoscimento speciale a: Marco Travaglio e Peter Gomez, Bravi ragazzi, Editori Riuniti, 2003

2004
- poesia: Carmine Lubrano, Lengua Amor Osa, Fabio D'Ambrosio Editore, 2004
- narrativa: Gianni Toti, I meno lunghi o i più corti racconti del futuremoto, Fahrenheit 451, 2004
- critica militante: Enrico Crispolti
- riconoscimento speciale autore straniero: Dubravka Ugrešić (1949, Croazia)
- Premio Fondazione Piazzolla: Massimo Ferretti (1935-1974)

2005
- poesia: Mario Socrate, Rotulus pugillaris, Manni, 2005
- narrativa: non assegnato
- critica militante: Guido Barbieri
- riconoscimento speciale autore straniero: Saadi Yousef (1934, Iraq)
- Premio Fondazione Piazzolla: Dante Troisi (1920-1989)

2006
- poesia: Rosa Pierno, Trasversali, Anterem, 2006
- narrativa: Roberto Di Marco, La donna che non c'è, Pendragon, 2006
- critica militante: Alberto Crespi
- riconoscimento speciale autore straniero: Kunwar Narain (1927, India)
- Premio Fondazione Piazzolla: Giorgio Vigolo (1894-1983)

2007
- poesia: Vito Riviello, Livelli di coincidenza, Campanotto, 2007
- narrativa: Renzo Rosso, Il gabbiano nero, Azimut, 2007
- critica militante: Marino Sinibaldi
- riconoscimento speciale autore straniero: Muhammad Bannis (1948, Marocco)

2008
- poesia: Alessandra Berardi, Cogli l'ottimo, Alberto Perdisa Editore, 2008
- narrativa: Antonio Rezza, Credo in un solo oblio, Bompiani, 2008
- critica militante: Massimo Bucchi
- riconoscimento speciale autore straniero: Ágota Kristóf (1935, Ungheria, Svizzera)

2009
- poesia: Roberto Roversi, Tre poesie e alcune prose, Luca Sossella Editore, 2008
- narrativa: Dario Fo, L'apocalisse rimandata ovvero Benvenuta catastrofe, Guanda, 2009
- critica militante: Gillo Dorfles
- riconoscimento speciale autore straniero: Gémino H. Abad (1939, Filippine)

2010
- poesia: Tomaso Binga, Valore vaginale, Tracce, 2009
- narrativa: Flavio Ermini, L'originaria contesa tra l'arco e la vita, Moretti & Vitali, 2009
- critica militante: Maurizio Cecchetti
- riconoscimento speciale autore straniero: Shahrnush Parsipur (1946, Iran)

2011
- poesia: Gian Battista Nazzaro, Opera unica, Marcus Editore, 2010
- narrativa: Antonio Tabucchi, Racconti con figure, Sellerio, 2010
- critica militante: Luciano Canfora
- riconoscimento speciale autore straniero: Titos Patrikios (1928, Grecia)

2012
L'edizione dell'anno 2012 è stata sospesa per la morte del presidente e fondatore del premio Filippo Bettini.
2013
- poesia: Nanni Balestrini, Antologica. Poesie 1958-2010, Oscar Mondadori, 2013
- narrativa: Giovanni Fontana, Questioni di scarti, Edizioni Polìmata, 2012
- saggistica: Philippe Daverio, Il secolo lungo della modernità, Rizzoli, 2012
- saggistica: Elettra Stimilli, Il debito del vivente. Ascesi e capitalismo, Quodlibet, 2011
- riconoscimento speciale autore straniero: Feridun Zaimoglu (1964, Turchia, Germania)

2014
- poesia: Valerio Magrelli, Il sangue amaro, Einaudi, 2014
- narrativa: Maurizio Barletta, Le domeniche con Gadda, Robin Edizioni, 2014
- saggistica: Fausto Curi, Struttura del risveglio. Sade, Benjamin, Sanguineti. Teoria e modi della modernità letteraria, Mimesis Edizioni, 2013
- riconoscimento speciale autore straniero: Annie Ernaux (1940, Francia)

2015
- poesia: Giorgio Luzzi, Disgeli, Neos Edizioni, 2014
- narrativa: Marina Mizzau, Se mi cerchi non ci sono, Piero Manni Editori, 2015
- saggistica: Pier Luigi Ferro, La penna d'oca e lo stocco d'acciaio, Mimesis Edizioni, 2014
- riconoscimento speciale autore straniero: Lars Norén (1944, Svezia)

2016
- poesia: Tommaso Ottonieri, Geòdi, Aragno Editore, 2015
- narrativa: Michele Fianco, La confezione, Amazon, 2016
- saggistica: Marco Palladini, Prove aperte, Fermenti Editrice, 2015
- riconoscimento speciale autore straniero: Tony Harrison (1937, Regno Unito)

2017
- poesia: Marco Giovenale, Strettoie, Arcipelago Itaca, 2017
- narrativa: non assegnato
- saggistica: Luigi Matt e Chiara Saraceno
- riconoscimento speciale autore straniero: Enrique Vila-Matas (1948, Spagna)
- riconoscimento speciale "Aldo Mastropasqua": Luigi Weber